# Urville (Aube)
Urville település Franciaországban, Aube megyében. Lakosainak száma 110 fő (2022. január 1.). Urville Arconville, Baroville, Bergères, Bligny, Champignol-lez-Mondeville és Couvignon községekkel határos.

## Népesség
A település népessége az elmúlt években az alábbi módon változott:
| Lakosok száma | 172  | 188  | 177  | 150  | 142  | 143  | 130  | 122  | 120  | 110  |
|               | 1968 | 1982 | 1990 | 2006 | 2013 | 2015 | 2017 | 2019 | 2020 | 2022 |